# Російсько-польські монети
Російсько-польські монети — гроші, що випускалися у 1816—1868 роках в Російській імперії для Польщі, яка входила до її складу.

## Перелік монет
| (1835—1841) Матеріал: мідь Гурт: гладкий Аверс/реверс: медальне (0°) Маса (г): 2,8 Діаметр (мм): 20 Товщина (мм): 1,1 Випуски та тиражі: 1841 MW 372.377 1840 MW 242.820 1839 MW 670.398 1838 MW 487.548 1837 MW 1.016.347 1836 MW 839.218 1835 MW ? | (1822—1826) Матеріал: мідь Гурт: гладкий Аверс/реверс: медальне (0°) Маса (г): 2,8 Діаметр (мм): 20 Товщина (мм): 1,1 Випуски та тиражі: 1826 IB 1.096.000 1825 2.107.961 1824 IB 5.412.794 1823 IB 5.046.096 1822 IB ? | (1815—1835) Матеріал: мідь Гурт: гладкий Аверс/реверс: медальне (0°) Маса (г): 2,8 Діаметр (мм): 20 Товщина (мм): 1,1 Випуски та тиражі: \| 1835 IP 541.687 1834 IP ? 1834 KG 427.348 1833 KG 374.760 1832 KG 1.558.658 1831 KG 1.776.820 1830 FH 1.568.652 1830 KG ? 1829 FH 931.167 \| 1828 FH 1.189.568 1822 IB 2.720.702 1821 IB 571.278 1820 IB 371.700 1819 IB ? 1818 IB 4.034.994 1817 IB 3.091.936 1816 IB 1.873.070 1815 IB ? \| |
| 1835 IP 541.687 1834 IP ? 1834 KG 427.348 1833 KG 374.760 1832 KG 1.558.658 1831 KG 1.776.820 1830 FH 1.568.652 1830 KG ? 1829 FH 931.167 | 1828 FH 1.189.568 1822 IB 2.720.702 1821 IB 571.278 1820 IB 371.700 1819 IB ? 1818 IB 4.034.994 1817 IB 3.091.936 1816 IB 1.873.070 1815 IB ?                                                                           | |

| 1835 IP 541.687 1834 IP ? 1834 KG 427.348 1833 KG 374.760 1832 KG 1.558.658 1831 KG 1.776.820 1830 FH 1.568.652 1830 KG ? 1829 FH 931.167 | 1828 FH 1.189.568 1822 IB 2.720.702 1821 IB 571.278 1820 IB 371.700 1819 IB ? 1818 IB 4.034.994 1817 IB 3.091.936 1816 IB 1.873.070 1815 IB ? |

| (1835—1841) Матеріал: мідь Гурт: рифлений Аверс/реверс: медальне (0°) Маса (г): 8,57 Діаметр (мм): 25 Товщина (мм): 2 Випуски та тиражі: 1841 MW 242.391 1840 MW 117.815 1839 MW 333.368 1838 MW 288.292 1837 MW 398.173 1836 MW 243.815 1835 MW ? | (1826—1827) Матеріал: мідь Гурт: рифлений Аверс/реверс: медальне (0°) Маса (г): 8,57 Діаметр (мм): 25 Товщина (мм): 2 Випуски та тиражі: 1827 IB 495.163 1826 IB 569.867 | (1815—1835) Матеріал: мідь Гурт: рифлений Аверс/реверс: медальне (0°) Маса (г): 8,57 Діаметр (мм): 25 Товщина (мм): 2 Випуски та тиражі: \| 1835 IP 184.846 1834 IP ? 1834 KG 345.701 1833 KG 514.793 1832 FH 30.450 1832 KG ? 1831 FH 429.369 1831 KG ? 1830 FH 891.099 \| 1830 KG ? 1829 FH 1.057.069 1828 FH 1.158.774 1827 FH 495.163 1820 IB 89.018 1819 IB 187.082 1818 IB 157.409 1817 IB 842.613 1815 IB ? \| |
| 1835 IP 184.846 1834 IP ? 1834 KG 345.701 1833 KG 514.793 1832 FH 30.450 1832 KG ? 1831 FH 429.369 1831 KG ? 1830 FH 891.099 | 1830 KG ? 1829 FH 1.057.069 1828 FH 1.158.774 1827 FH 495.163 1820 IB 89.018 1819 IB 187.082 1818 IB 157.409 1817 IB 842.613 1815 IB ?                                   | |

| 1835 IP 184.846 1834 IP ? 1834 KG 345.701 1833 KG 514.793 1832 FH 30.450 1832 KG ? 1831 FH 429.369 1831 KG ? 1830 FH 891.099 | 1830 KG ? 1829 FH 1.057.069 1828 FH 1.158.774 1827 FH 495.163 1820 IB 89.018 1819 IB 187.082 1818 IB 157.409 1817 IB 842.613 1815 IB ? |

| (1836—1840) Матеріал: срібло 192-ої проби Гурт: гладкий Аверс/реверс: медальне (0°) Маса (г): 1,45 Діаметр (мм): 17 Товщина (мм): 0,8 Випуски та тиражі: 1840 MW 126.991 1839 MW 380.435 1838 MW 172.833 1836 MW 159.164 | (1816—1832) Матеріал: срібло 192-ої проби Гурт: гладкий Аверс/реверс: медальне (0°) Маса (г): 1,45 Діаметр (мм): 17 Товщина (мм): 0,8 Випуски та тиражі: \| 1832 KG 153.687 1831 KG 359.326 1830 FH 571.204 1829 FH 713.581 1828 FH 402.504 1827 FH ? 1827 IB 1.904.000 1826 IB 2.079.136 1825 IB 349.978 \| 1824 IB 234.591 1823 IB 2.098.041 1822 IB 1.281.611 1821 IB 1.651.023 1820 IB 3.481.037 1819 IB 5.531.568 1818 IB 3.055.764 1817 IB ? 1816 IB 2.700.000 \| |
| 1832 KG 153.687 1831 KG 359.326 1830 FH 571.204 1829 FH 713.581 1828 FH 402.504 1827 FH ? 1827 IB 1.904.000 1826 IB 2.079.136 1825 IB 349.978                                                                            | 1824 IB 234.591 1823 IB 2.098.041 1822 IB 1.281.611 1821 IB 1.651.023 1820 IB 3.481.037 1819 IB 5.531.568 1818 IB 3.055.764 1817 IB ? 1816 IB 2.700.000 |

| 1832 KG 153.687 1831 KG 359.326 1830 FH 571.204 1829 FH 713.581 1828 FH 402.504 1827 FH ? 1827 IB 1.904.000 1826 IB 2.079.136 1825 IB 349.978 | 1824 IB 234.591 1823 IB 2.098.041 1822 IB 1.281.611 1821 IB 1.651.023 1820 IB 3.481.037 1819 IB 5.531.568 1818 IB 3.055.764 1817 IB ? 1816 IB 2.700.000 |

| (1835—1841) Матеріал: срібло 192-ої проби Гурт: гладкий Аверс/реверс: медальне (0°) Маса (г): 2,9 Діаметр (мм): 19 Товщина (мм): 1,3 Випуски та тиражі: 1841 MW ? 1840 MW 63.349.000 1840 WW ? 1839 MW 59.637 1838 MW 1.734.873 1837 MW 766.910 1836 MW 1.736.261 1835 MW 869.171 | (1816—1831) Матеріал: срібло 192-ої проби Гурт: гладкий Аверс/реверс: медальне (0°) Маса (г): 2,9 Діаметр (мм): 19 Товщина (мм): 1,3 Випуски та тиражі: \| 1831 KG 4.527.861 1830 FH 145.259 1830 KG ? 1828 FH 528.691 1827 FH ? 1827 IB 736.621 1826 IB 750.000 \| 1825 IB 750.000 1823 IB 262.177 1822 IB 1.237.823 1821 IB 706.759 1820 IB 793.241 1816 IB 750.000 \| |
| 1831 KG 4.527.861 1830 FH 145.259 1830 KG ? 1828 FH 528.691 1827 FH ? 1827 IB 736.621 1826 IB 750.000 | 1825 IB 750.000 1823 IB 262.177 1822 IB 1.237.823 1821 IB 706.759 1820 IB 793.241 1816 IB 750.000 |

| 1831 KG 4.527.861 1830 FH 145.259 1830 KG ? 1828 FH 528.691 1827 FH ? 1827 IB 736.621 1826 IB 750.000 | 1825 IB 750.000 1823 IB 262.177 1822 IB 1.237.823 1821 IB 706.759 1820 IB 793.241 1816 IB 750.000 |

| (1832—1841) Матеріал: срібло 868-ої проби Гурт: рифлений Аверс/реверс: медальне (0°) Маса (г): 3,11 Діаметр (мм): 19,8 Товщина (мм): 1,1 Випуски та тиражі: \| 1841 MW 1.319.726 1840 MW 486.979 1840 НГ 1.060.001 1839 MW 3.585.891 1839 НГ 1.510.002 1838 MW 3.617.048 1838 НГ 1.410.113 1837 MW 3.027.960 1837 НГ 80.004 \| 1836 MW 3.330.780 1836 НГ 1.450.008 1835 MW 2.191.879 1835 НГ 150.007 1834 MW 41.554 1834 НГ 30.010 1833 НГ 654.503 1832 НГ 48.900 \| | (1827—1834) Матеріал: срібло 593-ої проби Гурт: рифлений Аверс/реверс: медальне (0°) Маса (г): 4,54 Діаметр (мм): 21,6 Товщина (мм): 2 Випуски та тиражі: 1834 IP 201.108 1833 KG 41.374 1832 KG 727.205 1831 KG 385.236 1830 FH 611.119 1829 FH 124.045 1828 FH 91.507 1827 IB 106.356 | () Матеріал: Гурт: Аверс/реверс: медальне (0°) Маса (г): Діаметр (мм): 23 Товщина (мм): Випуски та тиражі: |
| 1841 MW 1.319.726 1840 MW 486.979 1840 НГ 1.060.001 1839 MW 3.585.891 1839 НГ 1.510.002 1838 MW 3.617.048 1838 НГ 1.410.113 1837 MW 3.027.960 1837 НГ 80.004 | 1836 MW 3.330.780 1836 НГ 1.450.008 1835 MW 2.191.879 1835 НГ 150.007 1834 MW 41.554 1834 НГ 30.010 1833 НГ 654.503 1832 НГ 48.900 | |

| 1841 MW 1.319.726 1840 MW 486.979 1840 НГ 1.060.001 1839 MW 3.585.891 1839 НГ 1.510.002 1838 MW 3.617.048 1838 НГ 1.410.113 1837 MW 3.027.960 1837 НГ 80.004 | 1836 MW 3.330.780 1836 НГ 1.450.008 1835 MW 2.191.879 1835 НГ 150.007 1834 MW 41.554 1834 НГ 30.010 1833 НГ 654.503 1832 НГ 48.900 |

| (1834—1841) Матеріал: срібло 868-ої проби Гурт: рифлений Аверс/реверс: медальне (0°) Маса (г): 6,21 Діаметр (мм): 26 Товщина (мм): 1,1 Випуски та тиражі: 1841 MW 1.260.632 1840 MW 306.129 1839 MW 2.037.011 1838 MW 1.977.961 1837 MW 1.543.713 1836 MW 2.589.406 1835 MW 2.228.723 1834 MW 23.636 | (1826—1830) Матеріал: срібло 593-ої проби Гурт: рифлений Аверс/реверс: медальне (0°) Маса (г): 9,09 Діаметр (мм): 25 Товщина (мм): 1,94 Випуски та тиражі: 1830 FH 355.936 1828 FH 119.232 1826 IB 65.134 | () Матеріал: Гурт: Аверс/реверс: медальне (0°) Маса (г): Діаметр (мм): 25 Товщина (мм): Випуски та тиражі: |

| (1833—1841) Матеріал: срібло 868-ої проби Гурт: напис Аверс/реверс: медальне (0°) Маса (г): 15,55 Діаметр (мм): 33,3 Товщина (мм): ? Випуски та тиражі: \| 1841 MW 1.273.964 1840 MW 2.482.419 1839 MW 2.688.517 1838 MW 1.996.247 1838 НГ 12.063 1837 MW 999.770 1837 НГ 262.004 1836 MW 1.196.026 \| 1836 НГ 78.008 1835 MW 539.636 1835 НГ 107.007 1834 MW 85.848 1834 НГ 206.035 1833 НГ 258.380 \| | (1829—1834) Матеріал: срібло 868-ої проби Гурт: рифлений Аверс/реверс: медальне (0°) Маса (г): 15,55 Діаметр (мм): 31 Товщина (мм): 2,15 Випуски та тиражі: 1834 IP ? 1834 KG 414.069 1833 KG 445.054 1832 KG 639.815 1831 KG 1.003.678 1830 FH 286.789 1830 KG ? 1829 FH 1.234.453 | (1816—1818) Матеріал: срібло 868-ої проби Гурт: шнуровидний Аверс/реверс: медальне (0°) Маса (г): 15,55 Діаметр (мм): 31 Товщина (мм): 2,15 Випуски та тиражі: 1818 IB 201.054 1817 IB 2.585.333 1816 IB 971.230 |
| 1841 MW 1.273.964 1840 MW 2.482.419 1839 MW 2.688.517 1838 MW 1.996.247 1838 НГ 12.063 1837 MW 999.770 1837 НГ 262.004 1836 MW 1.196.026 | 1836 НГ 78.008 1835 MW 539.636 1835 НГ 107.007 1834 MW 85.848 1834 НГ 206.035 1833 НГ 258.380 | |

| 1841 MW 1.273.964 1840 MW 2.482.419 1839 MW 2.688.517 1838 MW 1.996.247 1838 НГ 12.063 1837 MW 999.770 1837 НГ 262.004 1836 MW 1.196.026 | 1836 НГ 78.008 1835 MW 539.636 1835 НГ 107.007 1834 MW 85.848 1834 НГ 206.035 1833 НГ 258.380 |

| (1833—1841) Матеріал: срібло 868-ої проби Гурт: напис Аверс/реверс: медальне (0°) Маса (г): 31,1 Діаметр (мм): 39,2 Товщина (мм): 2,8 Випуски та тиражі: \| 1841 MW 37.495 1840 MW 2.747 1839 MW 2.295 1839 НГ 7.006 1838 MW 10.435 1837 MW 193.582 1837 НГ 36.006 \| 1836 MW 220.043 1836 НГ 134.008 1835 MW 3.081 1835 НГ 262.007 1834 НГ 64.035 1833 НГ 126.977 \| | (1827) Матеріал: срібло 868-ої проби Гурт: гладкий Аверс/реверс: медальне (0°) Маса (г): 31,1 Діаметр (мм): 39,2 Товщина (мм): 2,8 Випуски та тиражі: 1827 FH ? 1827 IB 123 | (1820—1825) Матеріал: срібло 868-ої проби Гурт: гладкий Аверс/реверс: медальне (0°) Маса (г): 31,1 Діаметр (мм): 39,2 Товщина (мм): 2,8 Випуски та тиражі: 1825 ? 1824 513 1823 1.124 1822 IB 233 1821 IB 1.195 1820 IB 543 |
| 1841 MW 37.495 1840 MW 2.747 1839 MW 2.295 1839 НГ 7.006 1838 MW 10.435 1837 MW 193.582 1837 НГ 36.006 | 1836 MW 220.043 1836 НГ 134.008 1835 MW 3.081 1835 НГ 262.007 1834 НГ 64.035 1833 НГ 126.977                                                                                | |

| 1841 MW 37.495 1840 MW 2.747 1839 MW 2.295 1839 НГ 7.006 1838 MW 10.435 1837 MW 193.582 1837 НГ 36.006 | 1836 MW 220.043 1836 НГ 134.008 1835 MW 3.081 1835 НГ 262.007 1834 НГ 64.035 1833 НГ 126.977 |

| (1828—1833) Матеріал: золото 917-ої проби Гурт: шнуровидний Аверс/реверс: медальне (0°) Маса (г): 4,91 Діаметр (мм): 19,2 Товщина (мм): ? Випуски та тиражі: 1833 KG ? 1832 KG ? 1830 ? 1829 FH ? 1828 FH ? | (1822—1825) Матеріал: золото 917-ої проби Гурт: шнуровидний Аверс/реверс: медальне (0°) Маса (г): 4,91 Діаметр (мм): 19,2 Товщина (мм): ? Випуски та тиражі: 1825 IB ? 1824 IB ? 1823 IB ? 1822 IB ? | (1817—1819) Матеріал: золото 917-ої проби Гурт: шнуровидний Аверс/реверс: медальне (0°) Маса (г): 4,91 Діаметр (мм): 19,2 Товщина (мм): ? Випуски та тиражі: 1819 IB 86.218 1818 IB 54.627 1817 IB 96.164 |

| (1827—1829) Матеріал: золото 917-ої проби Гурт: шнуровидний Аверс/реверс: медальне (0°) Маса (г): 9,81 Діаметр (мм): 23,5 Товщина (мм): ? Випуски та тиражі: 1829 FH ? 1827 FH ? | (1817—1819) Матеріал: золото 917-ої проби Гурт: шнуровидний Аверс/реверс: медальне (0°) Маса (г): 9,81 Діаметр (мм): 23,5 Товщина (мм): ? Випуски та тиражі: 1819 IB 19.500 1818 IB 50.040 1817 IB 17.194 |